# Giuditta che decapita Oloferne (Finson)
Giuditta decapita Oloferne è un dipinto attribuito all'artista fiammingo Louis Finson ed eseguito a Napoli intorno al 1607. Il dipinto entrò nelle raccolte del Banco di Napoli ed è esposto alle Gallerie d'Italia - Napoli.

## Storia e descrizione

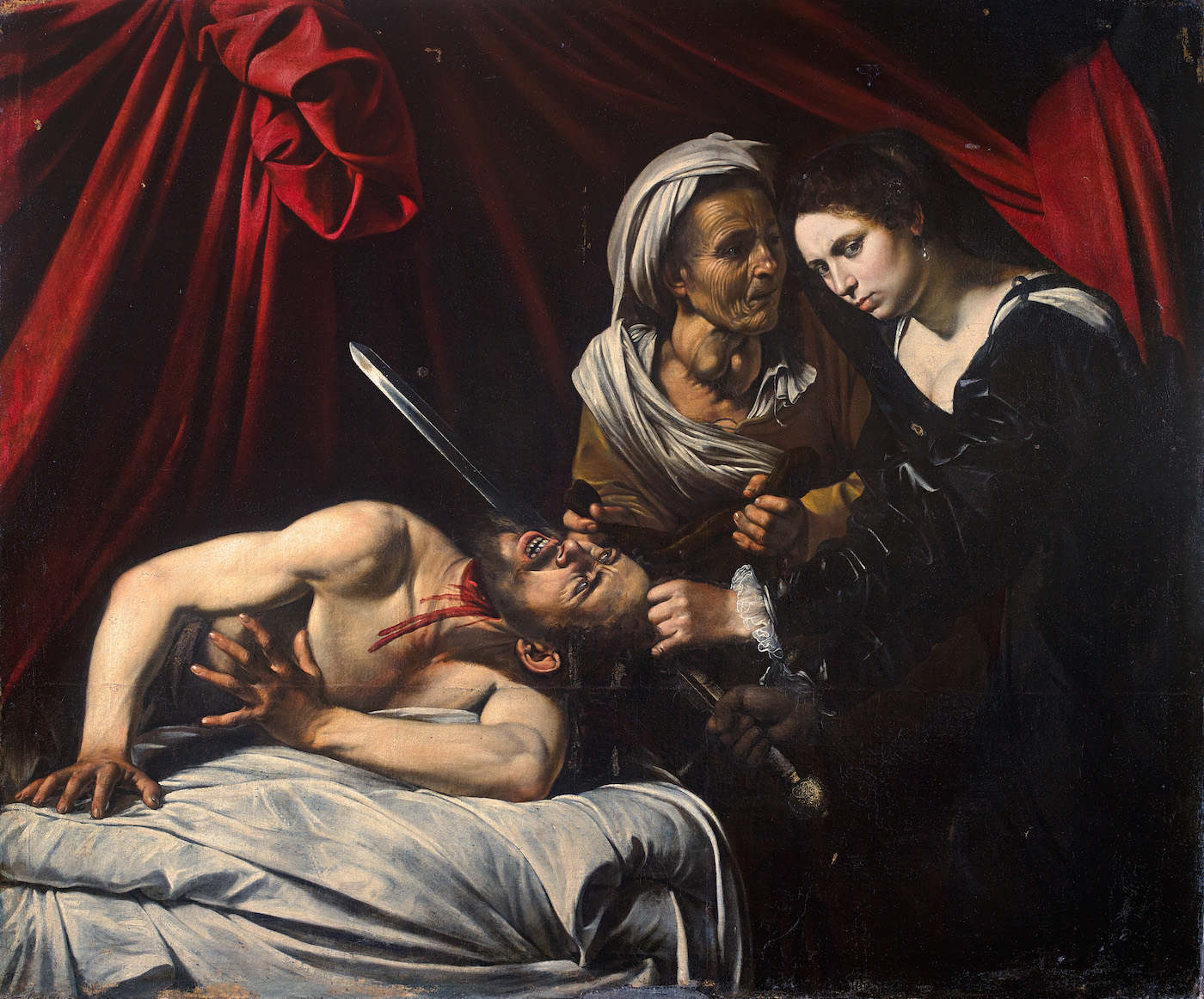
Il dipinto scoperto nei pressi di Tolosa

Alcuni studiosi ritengono che possa essere una copia, sia pure di qualità modesta, tratta da un dipinto di Caravaggio sinora ritenuto perduto.
L'ipotesi è suffragata dalla circostanza che risulta documentato che il Finson abbia posseduto a Napoli opere ivi realizzate dal Caravaggio, delle quali ha fatto poi commercio. In particolare, le fonti dell'epoca testimoniano il possesso da parte del pittore fiammingo della celebre Madonna del Rosario e, per l'appunto, di una non individuata Giuditta e Oloferne, sempre dello stesso Merisi - e non identificabile nell'opera di Palazzo Barberini -, che, secondo questa ipotesi, sarebbe quella copiata dal Finson.
D'altronde, alcuni studi hanno attestato che il Merisi si sarebbe cimentato più volte con il tema dell'eroina biblica Giuditta.
È altresì documentato che il Finson già in altre occasioni abbia copiato opere di Caravaggio come nel caso della Maddalena in estasi - una delle molteplici copie di un originale forse anch'esso perduto - del Museo di Belle Arti di Marsiglia.
Nel 2014 è stata ritrovata nella soffitta di un'abitazione privata nei pressi di Tolosa, in Francia, un'ulteriore versione del dipinto che tra dubbi e polemiche è stata da alcuni ipoteticamente proposta come il possibile originale del Caravaggio. L'opera è allo studio di esperti del Louvre chiamati a confermarne, o escludere, l'autografia caravaggesca.